# Black Box (gruppo musicale)
I Black Box sono stati un gruppo musicale italiano di Italo house. Debuttarono nel 1988 e pubblicarono l'anno seguente il singolo Ride on Time, il loro massimo successo.

## Storia
I Black Box erano composti dal DJ Daniele Davoli e dai musicisti Mirco Limoni e Valerio Semplici. Nel 1988, anno della loro formazione, il trio prendeva il nome di Groove Groove Melody e lavorava come squadra di produzione per altri artisti. Nel 1989, anno in cui entrò nel gruppo la modella Katrin Quinol e adottando l'alias Black Box, il gruppo debuttò con il singolo Ride on Time, che campiona Love Sensation, interpretato da Loleatta Holloway e prodotto da Dan Hartman. Il disco raggiunse la posizione numero 1 delle classifiche di moltissimi paesi in tutto il mondo; verrà anche riutilizzata da J-Ax nella sua I vecchietti fanno O (2009). Ciononostante Hartman intentò una causa legale al fine di apparire tra gli autori. Venne anche realizzata una nuova versione del brano con la voce di Heather Small, futura cantante degli M People.

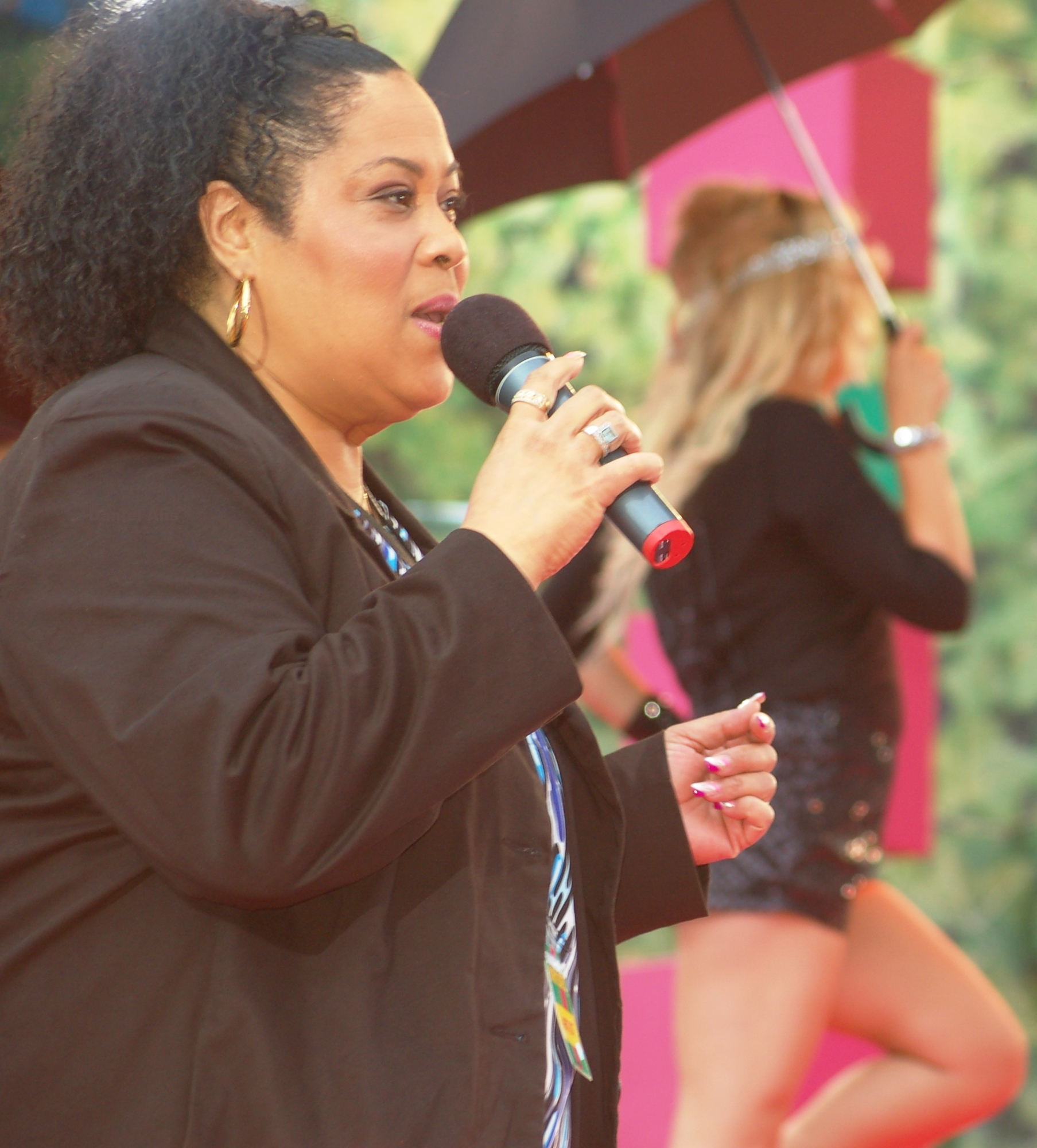
Martha Wash

L'anno seguente uscì il secondo singolo dei Black Box I Don't Know Anybody Else, più o meno ricalcante la stessa formula del precedente. L'immagine del gruppo è, come era già stato per Ride On Time, la modella Katrin Quinol, ritratta sulle copertine dei dischi e protagonista dei videoclip abbinati. In realtà, dal secondo brano in poi, si scoprì che la vera cantante era Martha Wash, precedentemente corista di Sylvester e componente del duo Two Tons Of Fun, divenuto poi The Weather Girls. Anche I Don't Know Anybody Else si inserì in molte classifiche. Tra il 1990 e il 1991 vennero pubblicati i singoli Everybody Everybody, la cover (questa volta dichiarata) di Fantasy degli Earth, Wind & Fire, Open Your Eyes e Strike It Up. Essi vennero estratti dal loro album d'esordio Dreamland, che la rivista Rolling Stone piazzerà al 31º posto nella sua graduatoria dei 100 dischi italiani più belli di sempre Il seguente Mixed Up del 1991 è un album di remix del gruppo. 
Dal 1992 anno difficile per la musica dance cantata in quanto aveva preso piede il fenomeno techno, il successo dei Black Box si ridimensionò. Nonostante gli apprezzamenti e pur continuando a essere considerati un nome importante della house italiana anche negli anni seguenti, i Black Box non riuscirono più a replicare le vendite e a ottenere lo stesso indice di gradimento del passato. Incisero una cover di Native New Yorker, portata al successo negli anni settanta dagli Odyssey che verrà inserita nell'ultimo album del gruppo Positive Vibration, stampato nel 1995. Meno dance del precedente e più orientato verso un genere funky jazz, fu l'ultima loro realizzazione discografica.

## Discografia
Album in studio
- 1990 - Dreamland
- 1995 - Positive Vibration

Remix
- 1990 - Remixland
- 1991 - Mixed Up!

Raccolte
- 1998 - Hits & Mixes

Singoli
- 1989 - Ride on Time
- 1990 - I don't know anybody else
- 1990 - Everybody Everybody
- 1991 - Fantasy/Get down
- 1991 - The Total Mix/Bright on time
- 1991 - Strike it up
- 1992 - Open your eyes
- 1992 - Hold on
- 1993 - Rockin'to the music
- 1995 - Not anyone
- 1996 - A positive vibration/I got the vibration
- 1996 - Native New Yorker
- 2005 - You got the love
- 2007 - Everybody Everybody (Benny Benassi Remix)